# Etoxiquina
La Etoxiquina es un antioxidante derivado de las quinoleínas y empleado como pesticida en algunas frutas. La industria alimentaria emplea la etoxiquina con el código E324.  Se suele emplear en la conservación de alimentos para gatos y perros evitando su enranciamiento. Se están realizando estudios químicos para saber si es tóxico para los animales de compañía. Su uso como conservante alimentario no se permite en la Unión Europea pero en los Estados Unidos cuenta con autorización para este uso, ya que la Agencia de Protección Ambiental (Estados Unidos) ha establecido que cualquier riesgo cancerígeno relacionado con el uso de esta sustancia no excede el umbral de preocupación de esta Agencia.
También es ampliamente utilizado como antioxidante en los piensos para piscifactorias, entrando así en la cadena alimenticia de los humanos. En la Unión Europea se ha legislado prohibiendo su uso en piensos para animales, y estableciendo un límite temporal en el uso en piscicultura  .